# Trachelophora affinis
Trachelophora affinis là một loài bọ cánh cứng trong họ Cerambycidae.